# Formation de Molteno
La formation de Molteno est une formation géologique qu'on trouve à plusieurs endroits du Lesotho et d'Afrique du Sud. Elle se situe principalement au sud de Maseru, près de Burgersdorp, d'Aliwal North, de Dordrecht, de Molteno, et de Khowa (Elliot). Elle s'étend au nord jusqu'à Matatiele au Cap-Oriental. Ces villes se trouvent le long du Drakensberg au KwaZulu-Natal et près de Ladybrand dans l'État libre en Afrique du Sud. 
Géologiquement, c'est la plus profonde (la couche inférieure) des trois formations du groupe de Stormberg, qui fait partie du supergroupe du Karoo. Elle correspond à la phase initiale de sédimentation du groupe de Stormberg,.

## Géologie
| Période                                          | Groupe            | Formation à l'ouest du 24°E | Formation à l'est du 24°E | Strate (cénozone) |
| ------------------------------------------------ | ----------------- | --------------------------- | ------------------------- | ----------------- |
| Jurassique                                       | Drakensberg       | Hiatus                      | Drakensberg               |                   |
| Jurassique                                       | Stormberg         | Hiatus                      | Clarens                   |                   |
| Trias                                            | Stormberg         | Hiatus                      | Elliot                    |                   |
| Trias                                            | Stormberg         | Hiatus                      | Molteno                   |                   |
| Trias                                            | Beaufort          | Hiatus                      |                           |                   |
| Trias                                            | Burgersdorp       | Hiatus                      | Cynognathus (en)          |                   |
| Trias                                            | Katberg           | Hiatus                      | Lystrosaurus (en)         |                   |
| Trias                                            | Balfour           | Hiatus                      |                           |                   |
| Permien                                          | Dicynodon (en)    | Hiatus                      |                           |                   |
| Permien                                          | Teekloof          |                             |                           |                   |
| Permien                                          | Cistecephalus     |                             |                           |                   |
| Permien                                          | Middleton         |                             |                           |                   |
| Permien                                          | Tropidostoma (en) |                             |                           |                   |
| Permien                                          | Pristerognathus   |                             |                           |                   |
| Permien                                          | Abrahams-Kraal    | Koonap                      |                           |                   |
| Permien                                          | Abrahams-Kraal    | Koonap                      | Tapinocephalus (en)       |                   |
| Permien                                          | Abrahams-Kraal    | Koonap                      | Eodicynodon (en)          |                   |
| Permien                                          | Ecca              | Waterford                   | Waterford                 |                   |
| Permien                                          | Ecca              | Tierberg / Fort Brown       | Fort Brown                |                   |
| Permien                                          | Ecca              | Laingsburg / Ripon          | Ripon                     |                   |
| Permien                                          | Ecca              | Collingham                  | Collingham                |                   |
| Permien                                          | Ecca              | White Hill                  | White Hill                |                   |
| Permien                                          | Ecca              | Prince Albert               | Prince Albert             |                   |
| Carbonifère                                      | Dwyka             | Elandsvlei                  | Elandsvlei                |                   |
| Références : Rubidge 2005, Selden et Nudds 2011. |                   |                             |                           |                   |

La formation de Molteno est la plus basse des couches du groupe de Stormberg. Elle recouvre la formation de Burgersdorp (qui est la partie supérieure du groupe de Beaufort), et sous-tend la base de la formation d'Elliot (LEF : lower Elliot formation). Elle contient une alternance de grès à grains fins, moyens et grossiers, et des couches de mudstone gris. Le grès le plus grossier présente une structure prenant la forme d'une stratification entrecroisée,,. Les mudstones contiennent aussi des siltites ainsi que du quartz sous forme de concrétions et de roches détritiques, qui lui donnent son aspect brillant. Les grès à grains plus fins se trouvent dans les plus basses  couches de la formation ; les grains deviennent plus grossiers vers la partie supérieure. On trouve dans la formation de Molteno des filons de charbon épars et, moins communément, des galets de quartz et des conglomérats de galets dans la partie inférieure. La structure se présente sous forme de six empilements successifs où se répète la séquence : roches à gros grains (conglomérats), surmontées de roches à grains de plus en plus fins, grès, puis mudrocks et filons de charbon. Les grès sont plus présents dans les dépôts inférieurs tandis que les mudstones dominent dans la partie haute, quoiqu'on les trouve tous à tous les étages car ils sont présents dans chacun des six empilements,,.

### Membres
La formation de Molteno comprend cinq « membres géologiques », listés ci-dessous du plus ancien au plus récent.
Le membre de Bamboesberg (>130 m), est le plus profond des membres de la formation, on le trouve uniquement dans les dépôts au sud et au sud-est, où il repose sur les roches du groupe de Beaufort. Il est presque entièrement composé de grès à grains moyens, qui s'affinent vers le haut.  Il contient de fines insertions lenticulaires de mudstone et de siltite. Dans la partie supérieure, se trouvent deux minces filons de charbon (filons de Indwe et de Guba). Le filon de Guba recouvre le haut du membre.
On trouve au-dessus le membre du grès d'Indwe (>60 m). Il constitue la base de la formation dans la partie nord, formant une discordance sur les roches du groupe de Beaufort. Il est composé principalement de grès, à grains fins vers le haut et plus grossiers vers le bas. On trouve des lits de galets grossiers, sous forme de conglomérats, à sa base.
Le membre de Mayaputi (>50 m) est riche en mudstone argileux. Un filon de charbon, le filon de Cala Pass, recouvre le membre.
Le membre de Qiba (>60 m) contient du grès de grains fins à moyens, une fine couche de mudstone et un filon de charbon appelé filon d'Ulin.
Tsomo (>300 m) est le membre de la plus grande épaisseur. Il présente des séquences répétées de grès caillouteux à grains grossiers qui s'affinent vers le haut, devenant des mudstones. De minces filons lenticulaires de charbon parsèment Tsomo. Le plus épais est nommé filon d'Offa.

### Environnements des dépôts
Les sédiments des membres témoignent des environnements différents qui régnaient durant la phase de dépôt. Les conglomérats et grès à grain grossier sont déposés par un système fluvial à haute énergie de cours d'eau en tresses. Les grès à grains plus fins et très fins sont déposés dans les zones parcourues par les méandres de rivières. Les mudrocks sont des dépôts dus à des plaines d'inondation distales et le charbon correspond à des zones de tourbières localisées. La formation de Molteno fait partie d'un grand bassin intérieur, bordé au sud par les montagnes créées par l'orogenèse gondwanienne. Des cours d'eau en tresses coulent des montagnes vers le nord, se rejoignant en formant des méandres fluviaux puis des plaines inondables et des marais.
Ces environnements sont associés à une faune et une flore fossiles spécifiques. Ces associations fauniques et végétales révèlent les habitats de l'époque. Si les différents environnements sont globalement tempérés, il existe des différences saisonnières extrêmes. Les hivers sont presque glaciaux avec des précipitations modérées, et les températures du milieu de l'été sont rudes. L'extinction permienne intervient plusieurs millions d'années avant le dépôt des sédiments rocheux de la formation de Molteno. Néanmoins, ses effets durables continuent à influencer la stabilité du climat terrestre au moment où les roches de la formation de Molteno se déposent.

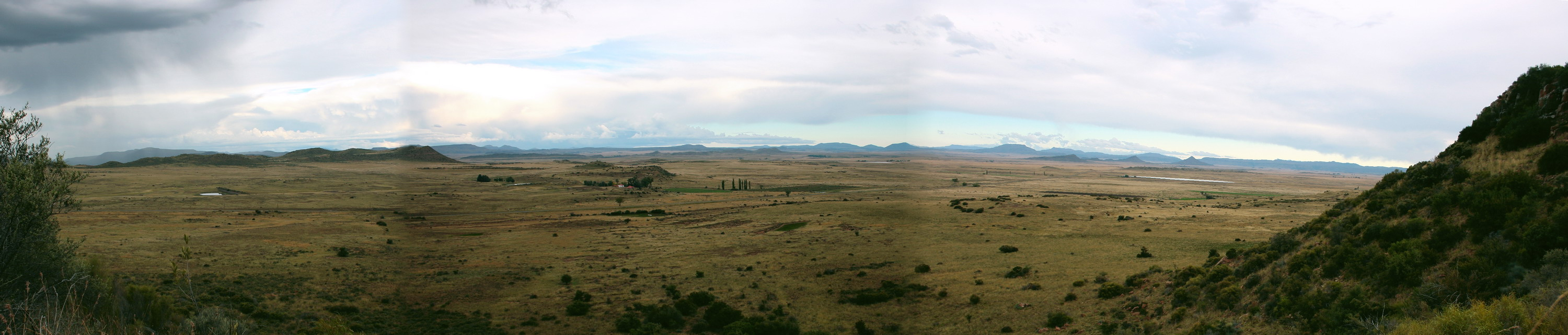
Vue vers les montagnes de Stormberg, près de Molteno.

## Paléontologie

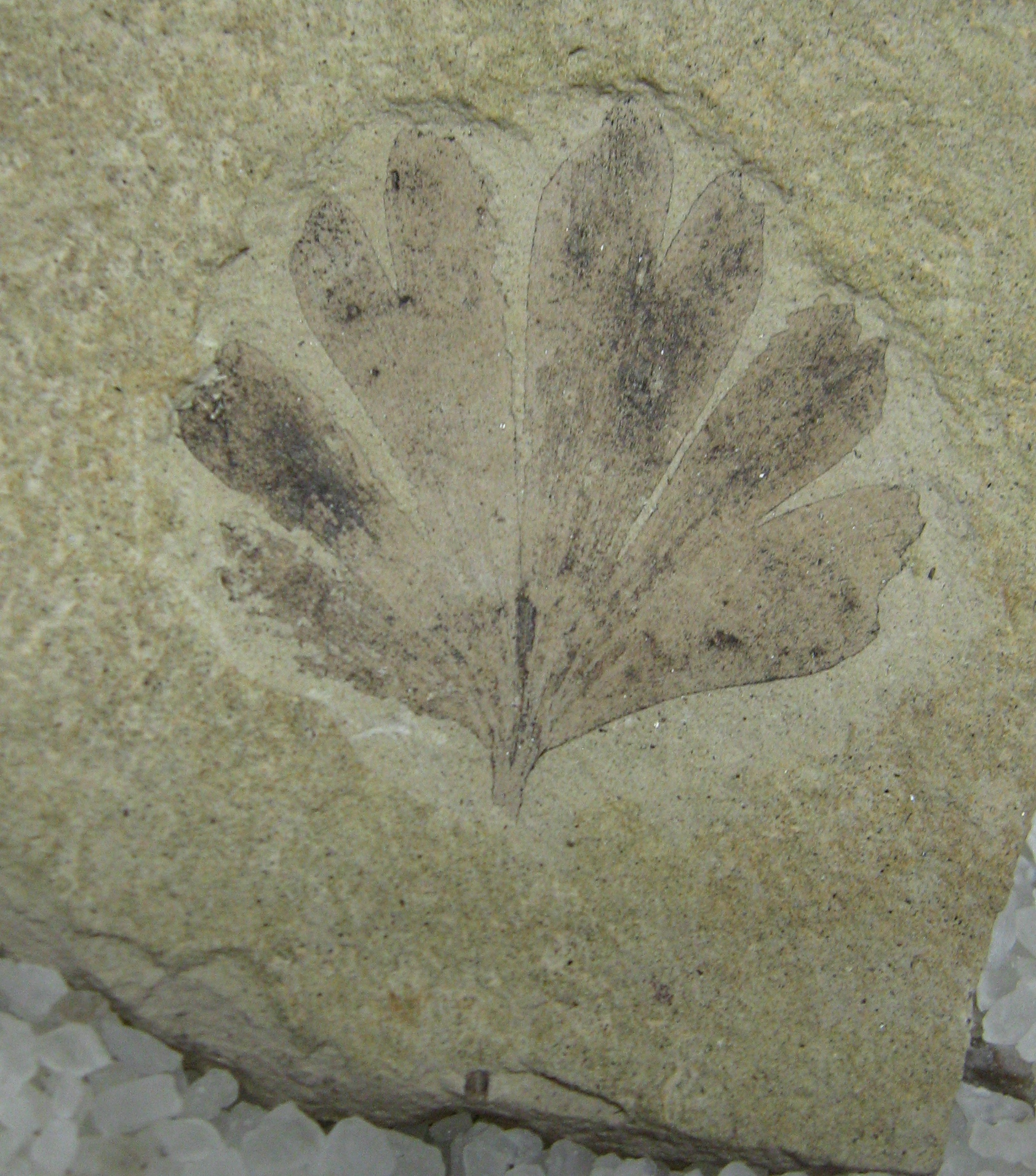
Feuille de ginkgo fossile, similaire à celles d'espèces trouvées dans la formation de Molteno.

Les paléobotanistes et entomologistes notent la grande diversité des plantes et insectes fossiles qu'on y trouve,, on compte 204 espèces de plantes et 333 espèces d'insectes, faisant de la formation la plus riche du Trias en la matière. La faune d'insectes est particulièrement précieuse car les fossiles bien conservés d'insectes sont très rares.

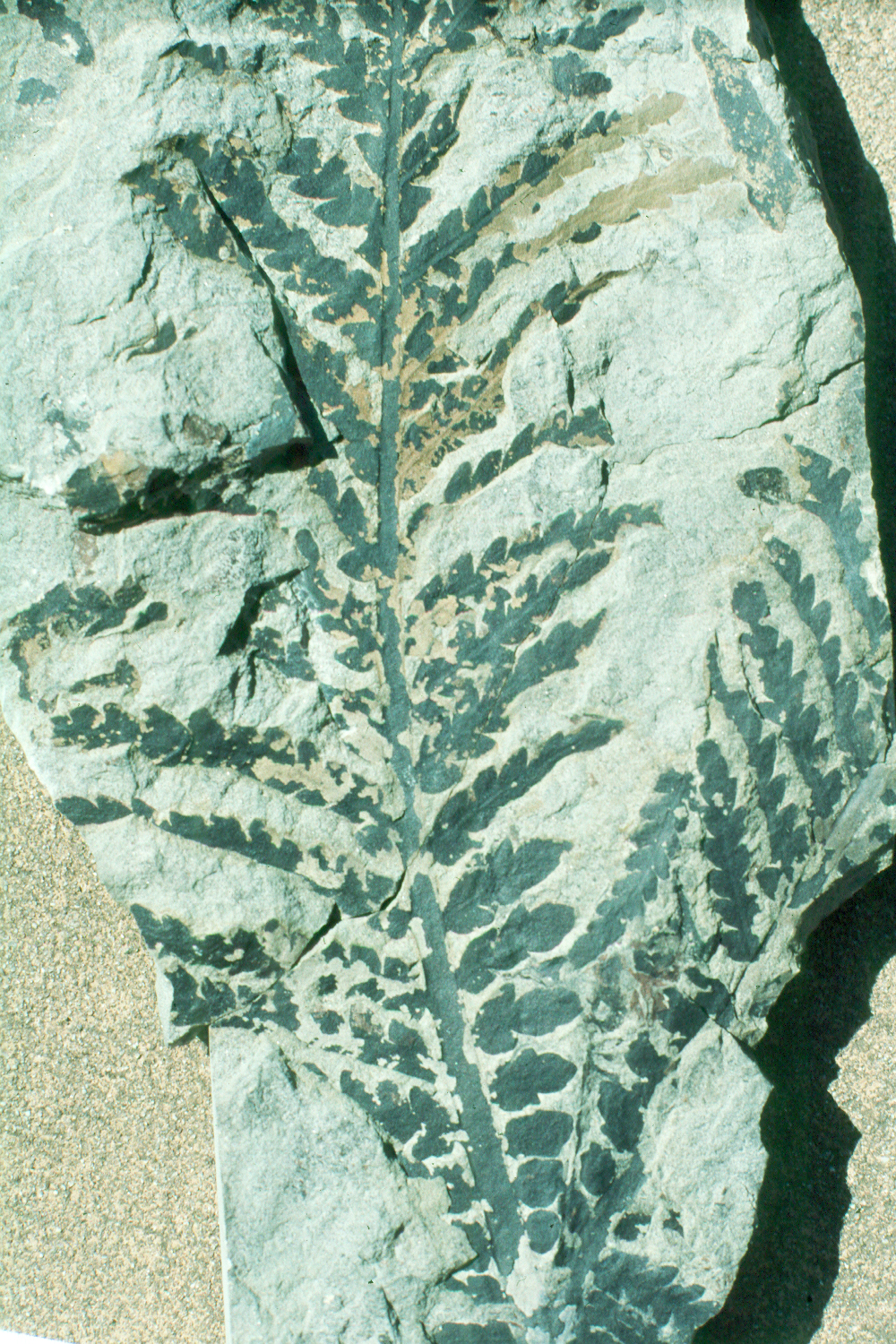
Fossile de Dicroidium similaire à des espèces de la formation de Molteno.

Les plantes et les insectes forment des co-associations écologiques spécifiques occupant des habitats distincts à l'époque de leur fossilisation. Les fossiles végétaux dominants sont associés avec sept types d'habitats. 
Les deux premiers habitats sont caractérisés par des espèces arboricoles de Dicroidium (en), un genre éteint de fougères à graines qui poussait dans des forêts ripariennes et dans des forêts tempérées. On y trouve aussi des formes herbacées de Dicroidium, mais elles ne sont pas majoritaires. Dix-neuf espèces de Dicroidium ont été trouvées dans la formation.
Un autre habitat correspond aussi à des forêts tempérées, mais les espèces dominantes de Pteridospermatophyta (fougères à graines) sont différentes ; il s'agit de Sphenobaiera (en). Un autre habitat est dominé par des bosquets de conifères du genre Heidiphyllum. On ne connait que deux autres espèces de conifères dans toute la formation. On trouve ensuite, dans les autres habitats, des prêles des marais, représentées par vingt-et-une espèces et cinq genres, et enfin des prairies de fougères Ginkgophytopsis.
Les sept habitats contiennent diverses espèces de cycades ; elles sont aussi diverses que les Equisetum (prêles) mais nettement moins nombreuses, seuls quelques spécimens ont été retrouvés. Des Lycophytes, bryophytes, Ginkgophytes et cinquante espèces de fougères ont été trouvés ainsi que les fructifications, organes et pollen associés. Des empreintes de feuilles fossiles et d'autres matières végétales molles de ces espèces apparaissent couramment dans les environnements de dépôt riches en mudstones. Le matériel végétal se trouve près de l'endroit où les plantes poussaient à l'origine. Cependant, les inondations ont souvent emporté le matériel ligneux loin de son habitat d'origine. Les fragments de bois pétrifié, cônes et autres matériaux ligneux se trouvent dans les environnements à haute énergie de dépôt, caractérisés par des grès à grains grossiers.

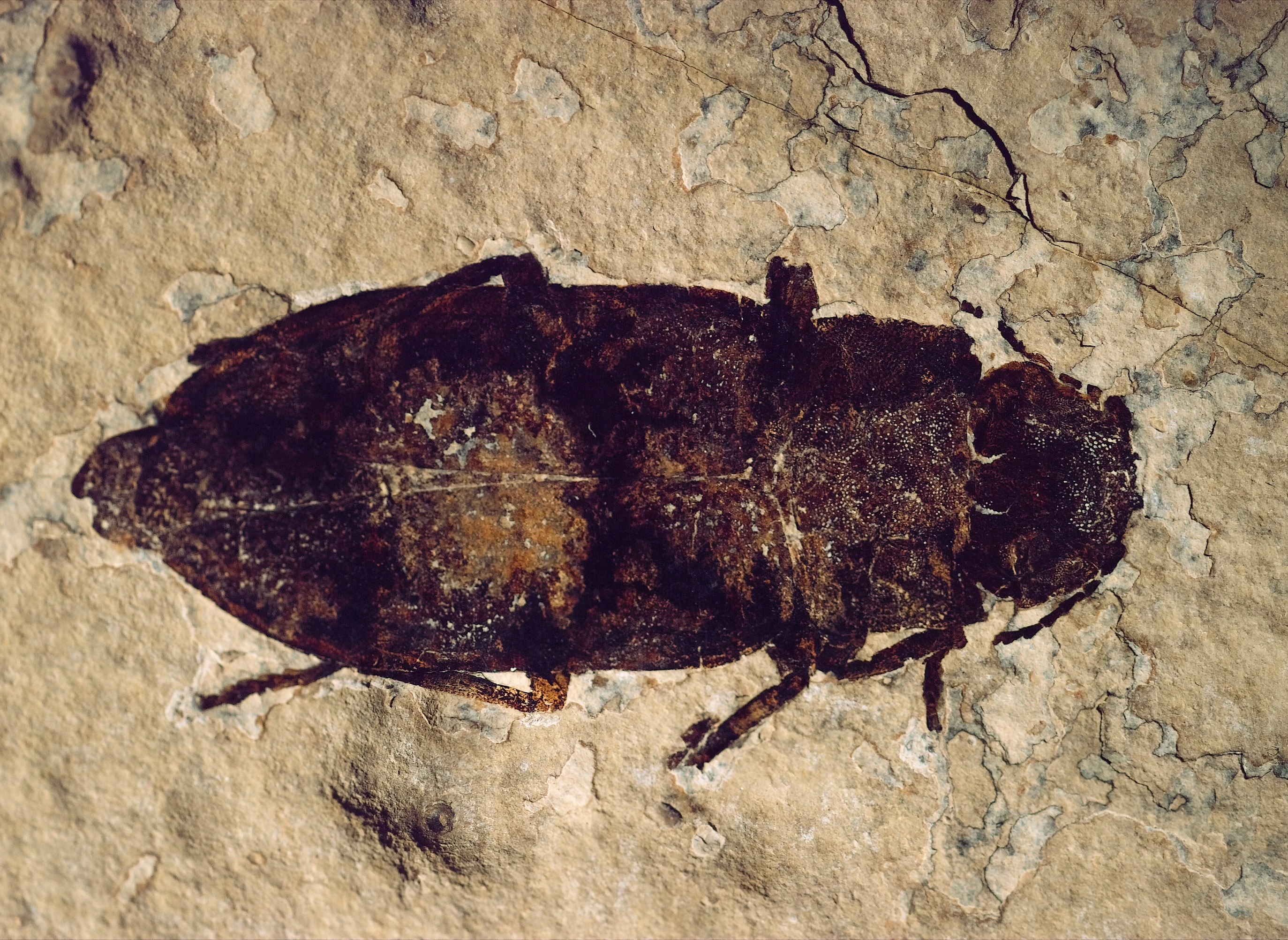
Exemple d'insecte fossilisé semblable à ceux trouvés dans la formation de Molteno.

Les insectes  de la formation de Molteno sont hautement divers, avec 333 espèces et 117 genres. Les plus nombreux sont les blattes tandis que les coléoptères sont les plus diversifiés en termes d'espèces, avec 161 espèces documentées. On trouve aussi des libellules, des nymphes de libellules et des crustacés. Les fossiles et traces d'insectes et d'invertébrés se trouvent dans les grès et les mudstones à grains fins.
Des traces de pas de dinosaures ont été trouvées, mais, à ce jour, aucun reste de vertébré ne l'a été.

## Corrélation
On considère actuellement que la formation de Molteno est en relation avec certaines parties du bassin de Tuli, qui s'étend dans le nord de l'Afrique du Sud, au Botswana et au Zimbabwe.